# 黎娜·馬尼麥克萊
黎娜·馬尼麥克萊（Leena Manimekalai）是印度电影制片人、诗人和演员。她的作品包括五部已出版的诗歌选集和十几部体裁电影、纪录片、小说和实验诗歌电影。她在许多国际和国家电影节中获得了参与、提及和最佳电影奖的认可。